# Nabor Júnior
Nabor Teles da Rocha Júnior ComMM (Tarauacá, 7 de novembro de 1930) é um político brasileiro filiado ao Movimento Democrático Brasileiro (MDB). Pelo Acre, foi governador, senador durante dois mandatos, deputado federal por dois e deputado estadual por três mandatos.

## Biografia

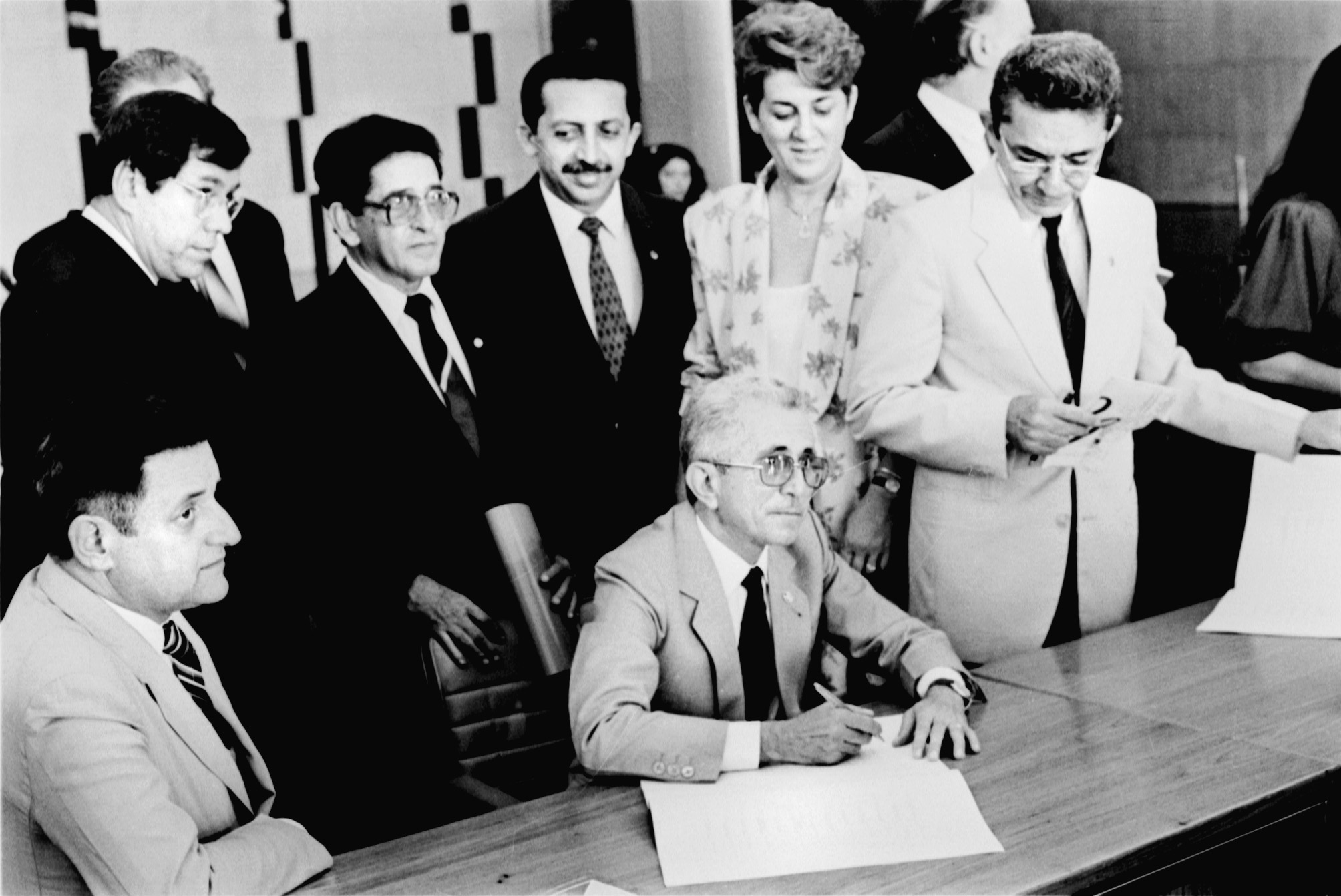
Assinando a Constituição do Brasil em 1988 como membro da Assembleia Nacional Constituinte. (Foto: Célio Azevedo/Agência Senado

Filho de Nabor Teles da Rocha e Rosaura Mourão da Rocha. Secretário de Fazenda do governo Edgar Cerqueira, elegeu-se deputado estadual em 1962, 1966 e 1970 e deputado federal em 1974 e 1978, período em que migrou do PTB para o MDB em razão do bipartidarismo imposto pelo Regime Militar de 1964.
Restaurado o pluripartidarismo migrou para o PMDB e em 1982 passou para a história como o primeiro governador do Acre eleito pelo voto direto desde a vitória de José Augusto de Araújo em 1962 e ao renunciar ao cargo permitiu a efetivação de Iolanda Fleming, primeira mulher a governar um estado brasileiro. Eleito senador em 1986 e reeleito em 1994, deixou a vida pública ao não conquistar um novo mandato em 2002.
Em 1995, como senador, Nabor foi admitido pelo presidente Fernando Henrique Cardoso à Ordem do Mérito Militar no grau de Comendador especial.